# حسين بن خرمل
عز الدين حسين بن خرمل الغوري، أو اختصارًا ابن خرمل كان قائدًا عسكريًا إيرانيًا من سلالة الغوريين، ثم أصبح لاحقًا الحاكم شبه المستقل لهرات والمناطق المحيطة بها.

## الأصول والمسيرة المهنية المبكرة

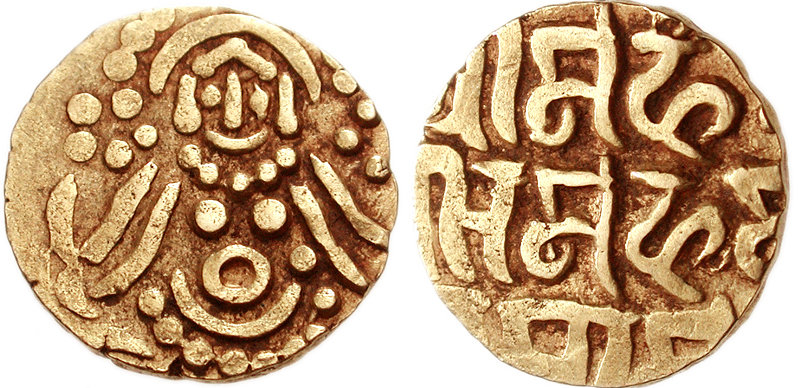
عملة معز الدين محمد.

كان حسين من مواليد غرزوان [الإنجليزية] في جوزجان، أصبح ضابطًا عسكريًّا من الغوريين، لعب دورًا مهمًا خلال حرب علاء الدين حسين ضد الحاكم الغزنوي بهرام شاه.
تم ذكر حسين لأول مرة في المصادر باعتباره أحد زعماء الغزوات الغورية للهند. في عام 1185/6، عيّن السلطان معز الدين محمد حسين حاكمًا على سيالكوت، وهي مدينة في شمال البنجاب. وفي وقت لاحق من عام 1194، كان حسين، برفقة قائد غوري آخر يدعى قطب الدين أيبك، قادة غارة في الجزء الشرقي من سهل نهر السند الغانج . خلال الغارة، هزموا حاكم سلالة نارايان [الإنجليزية] بشكل حاسم واستولوا على أوده. في حوالي عام 1850 1198، نصب حسين، برفقة الأمير الغوري ناصر الدين محمد خرناك، كمينًا لجيش القراخانية، الذي نهب سابقًا الجزء الشمالي من الدولة الغورية.
في عام 1202، توفي شقيق المعز وشريكه في الحكم، الزعيم الغوري الأعلى غياث الدين محمد، بسبب المرض، وخلفه المعز زعيمًا لسلالة الغوريين. وبعد وفاة غياث بفترة وجيزة، قام الشاه الخوارزمي محمد الثاني بغزو إمبراطورية الغوريين وحاصر هرات. وتمكن المعز برفقة الحسين من الوصول إلى محمد بسرعة من هرات ثم طاردوه إلى خوارزم، حيث حاصر جيش الغوريين عاصمة خوارزم جورجانج.
لكن محمدًا من شدة اليأس طلب المساعدة من القاراخانيين، التي أرسلت جيشًا لمساعدة محمد. اضطر المعز بسبب مضايقات القاراخانيين إلى تخفيف الحصار وسحب جيشه إلى غور موطنه. لكن جيش الغوريين تعرض في وقت لاحق لكمين من الخوارزميين، وهُزم في معركة أندخوي [الإنجليزية] عام 1204. وعلى الرغم من مقتل العديد من قوات الغوريين أثناء المعركة، تمكن المعز من الفرار، وتمكن الحسين أيضًا، إلى جانب 5000 جندي من جنوده، من الفرار. تم تعيين حسين في وقت لاحق حاكما لهرات وطالقان.

## إقامة السلطة والموت
بعد وفاة المعز عام 1206، تراجعت إمبراطورية الغوريين بسرعة. وفي الفترة نفسها، أعلن حسين استقلاله عن الغوريين، وبدأ بتعزيز دفاعات هرات. ومع ذلك، في عام 1208، أعاد محمد غزو الإمبراطورية الغورية، وأجبر حسين على الاعتراف بالسيادة الخوارزمية. ومع ذلك، بينما كان محمد يتغلغل بشكل أعمق في الأراضي الغورية، هُزم وأسره القرا خانيين، مما أعطى حسين الفرصة للتفاوض سرًّا مع الحاكم الغوري غياث الدين محمود. ولكن المفاوضات لم تسفر عن نتيجة، فأرسل غياث جيشًا لمحاربة الحسين، إلا أنه هُزم.
وفي هذه الأثناء، أرسل محمد، الذي كان لا يثق في حسين، عز الدين جلادك للإشراف على هرات، لكنه أمر جلادك سرًّا بإعدام حسين؛ وسرعان ما أمر جلادك باعتقال حسين، لكن وزير حسين خواجة صاحب أثار بسرعة مقاومة ضد الخوارزميين، وغير ولاءه إلى الغوريين. ثم هدد جلادك خواجة صاحب بقتل حسين إذا لم يوقف المقاومة. ومع ذلك، واصل خواجة مقاومة جلادك، الذي سرعان ما أمر بقتل حسين.